# Universitatea Ecologică Dimitrie Cantemir din Târgu Mureș
Universitatea Dimitrie Cantemir este o instituție de învățământ superior privată din Târgu Mureș, România. Universitatea este inaugurată în 1991 și are următoarele facultăți: drept, psihologie, finanțe, bănci - contabilitate, marketing – management. 